# Amir Haddad
Laurent Amir Khlifa Khedider Haddad vagy művésznevén Amir (Párizs, 1984. június 20. –) francia–izraeli énekes és dalszerző, a 2014-es The Voice: la plus belle voix című tehetségkutató harmadik helyezettje. Ő képviselte Franciaországot a 2016-os Eurovíziós Dalfesztiválon, Stockholmban.

## Zenei karrier
2014-ben harmadik helyen végzett az The Voice című énekes-tehetségkutató verseny francia verziójának harmadik évadjában. A műsor alatt mestere Jenifer Yaël Dadouche-Bartoli volt.
2016. február 29-én Franciaország közszolgálati televíziója, a France 2 bejelentette, hogy Amir képviseli az országot a 61. Eurovíziós Dalfesztiválon, Svédország fővárosában, Stockholmban. Versenydala a január 15-én megjelent J’ai cherché. A dalfesztiválon 2016. május 14-én, a döntőben lépett színpadra.